# Petroislam
Petroislam är en extremistiska och fundamentalistiska tolkningen av sunniislam, ibland kallad wahhabism, understödd av det konservativa oljeexporterande Saudiarabien. Dess namn härstammar från finansieringskällan, oljeexport, som sprider den genom den muslimska världen efter Yom Kippur-kriget. Termen används pejorativt och som ett smeknamn. Enligt Sandra Mackey myntades termen av Fouad Ajami. Det har använts av den franska statsvetaren Gilles Kepel,  bangladeshiska religionsforskare Imtiyaz Ahmed, och den egyptiska filosofen Fouad Zakariyya. 